# Liste der denkmalgeschützten Objekte in Bramberg am Wildkogel
Die Liste der denkmalgeschützten Objekte in Bramberg am Wildkogel enthält die 11 denkmalgeschützten, unbeweglichen Objekte der Gemeinde Bramberg am Wildkogel.

## Denkmäler
| Foto |                 | Denkmal                                                                             | Standort                                    | Beschreibung | Metadaten |
| ---- | --------------- | ----------------------------------------------------------------------------------- | ------------------------------------------- | --- | --- |
| ja   | Datei hochladen | Totenkapelle HERIS-ID: 57450 Objekt-ID: 67529                                       | Bramberg am Wildkogel Standort KG: Bramberg | Einfacher quadratischer Bau mit Stichkappentonne mit Giebelreiter und Zwiebelhelm, 1720 erbaut. | BDA-Hist.: Q38076547 Status: § 2a Stand der BDA-Liste: 2025-06-30 Name: Totenkapelle GstNr.: .4 Totenkapelle, Bramberg                                                  |
| ja   | Datei hochladen | altes Mesner- und Schulhaus HERIS-ID: 59224 Objekt-ID: 70307                        | Hadergasse 7 Standort KG: Bramberg          | | BDA-Hist.: Q38086333 Status: Bescheid Stand der BDA-Liste: 2025-06-30 Name: altes Mesner- und Schulhaus GstNr.: 8 Mesnerhaus, Bramberg                                  |
| ja   | Datei hochladen | Pfarrhof HERIS-ID: 52764 Objekt-ID: 60374                                           | Kirchenstraße 1 Standort KG: Bramberg       | Dreigeschoßiger Bau mit Krüppelwalmdach und umlaufender Hohlkehle, 1799 erbaut. | BDA-Hist.: Q38054063 Status: § 2a Stand der BDA-Liste: 2025-06-30 Name: Pfarrhof GstNr.: .1/1 Pfarrhof, Bramberg                                                        |
| ja   | Datei hochladen | Kath. Pfarrkirche hll. Laurentius und Bartholomäus HERIS-ID: 52765 Objekt-ID: 60375 | Kirchenstraße 1 Standort KG: Bramberg       | 1150 wird erstmals ein Priester von „Prentenperige“ (ein alter Name für Bramberg) genannt. Damit sollte man annehmen können, dass schon zu dieser Zeit eine Kirche bestanden hat, denn sonst hätte man keinen Priester gebraucht. Ab 1243 bestand sie als Pfarre für den Oberpinzgau (Hollersbach bis Krimml). 1555 wurden Neukirchen, Wald und Krimml abgetrennt. Die heute bestehenden, spätgotische, einschiffige Wandpfeilerkirche mit Nordturm wurde von 1505 bis 1511 erbaut. 1765 wurde das Hochaltarbild von einem Johann Michael Kurz geschaffen, welches 1937 durch einen Brand vernichtet wurde. 1938 fertigte Max Poosch aus Salzburg das neue Altarbild mit der Marter des hl. Laurentius. Das Taufbecken aus 1733 wurde von Franz Ofner, die Orgel aus 1892 von Matthäus Mauracher geschaffen. Auf dem Kreuzaltar steht die Pietà von Bramberg, die Marienklage als Steinguss aus 1390 und soll damit das älteste Bildwerk des Oberpinzgaues sein. | BDA-Hist.: Q24175505 Status: § 2a Stand der BDA-Liste: 2025-06-30 Name: Kath. Pfarrkirche hll. Laurentius und Bartholomäus GstNr.: .5 Pfarrkirche Bramberg am Wildkogel |
| ja   | Datei hochladen | Heimatmuseum, Weyerhofmühle beim Wilhelmgut HERIS-ID: 57451 Objekt-ID: 67530        | Weichseldorf 27 Standort KG: Bramberg       | Ehemaliges Wilhelmgut, 1350 als Viertelkornlehen genannt. | BDA-Hist.: Q38076565 Status: § 2a Stand der BDA-Liste: 2025-06-30 Name: Heimatmuseum, Weyerhofmühle beim Wilhelmgut GstNr.: .70 Wilhelmgut, Bramberg                    |
| ja   | Datei hochladen | Ortskapelle hl. Sebastian in Weyer HERIS-ID: 53365 Objekt-ID: 61308                 | Weyer Standort KG: Bramberg                 | Das Weyerkirchlein neben der Straße ist ein gotisches Gebäude und dürfte nach den Pestjahren 1482 und 1495 entstanden sein. Der Innenraum und der Hochaltar sind in edlem Barock ausgestaltet. Statt eines Tabernakels steht eine gotische Sebastiansfigur aus etwa 1500. Die Kanzel stammt aus 1630. Bei einer Renovierung im Jahr 1952 kamen Wandbilder in Seccomalerei zutage. Sie stammen aus dem 17. Jahrhundert und zeigten Heiligendarstellungen, die Opferung Isaaks und Mariä Verkündigung. Sie waren aber in sehr schlechtem Zustand, weshalb sie wieder übertüncht wurden. | BDA-Hist.: Q38056874 Status: § 2a Stand der BDA-Liste: 2025-06-30 Name: Ortskapelle hl. Sebastian in Weyer GstNr.: .113 Weyerkapelle                                    |
| ja   | Datei hochladen | Weyerturm/Ruine Weier HERIS-ID: 36369 Objekt-ID: 35245                              | nordwestlich Weyer 9 Standort KG: Bramberg  | 25 Meter über dem Gutshof Weyer, etwa 2 km westlich von Bramberg, an der Straßenabzweigung ins Habachtal, erhebt sich die Ruine, die einst ein Wacht- und Wohnturm war. Die erste, urkundliche Erwähnung stammt aus 1229. Die Burg hatte wohl gegen Süden einen steilen Abfall, aber gegen Norden nur einen flachen Graben, an den sich ein Weiher anschloss. Daher wohl auch der Name. Die „Veste“ bestand aus 2 Gebäuden, der östliche Bau aus Holz stand auf einem kleinen Hügel. Die Grundmauerreste sind stark überwachsen und kaum mehr erkennbar. Der Turm ist im Grundriss 14 mal 10 Meter groß und stammt aus der Zeit um 1270. Er soll einst bis zu 7 Stockwerke hoch gewesen sein. | BDA-Hist.: Q4998723 Status: Bescheid Stand der BDA-Liste: 2025-06-30 Name: Weyerturm/Ruine Weier GstNr.: .126/1 Weyerturm                                               |
| ja   | Datei hochladen | Ortskapelle hll. Gregor und Florian, Dorferkapelle HERIS-ID: 5977 Objekt-ID: 1852   | neben Dorf 14 Standort KG: Mühlbach         | Die Dorferkapelle wurde vom Wirt Gregor Perger 1696 erbaut. Die Kapelle hat noch spitzbogige Fenster und eine Spitzbogentüre, obwohl die Gotik schon längst abgetan war. Im Inneren birgt das Kirchlein eine Darstellung der volkstümlichen Heiligen Kümmernis, die mit einer schönen Legende umrankt ist. Bemerkenswert ist auch der Kreuzweg, eine ausgezeichnete Hinterglasmalerei. | BDA-Hist.: Q37867625 Status: Bescheid Stand der BDA-Liste: 2025-06-30 Name: Ortskapelle hll. Gregor und Florian, Dorferkapelle GstNr.: .115 Dorferkapelle               |
| ja   | Datei hochladen | Hans Panzl-Denkmal HERIS-ID: 52874 Objekt-ID: 60587                                 | Mühlbach 1, bei Standort KG: Mühlbach       | Das Denkmal steht an der Ortseinfahrt nach Mühlbach auf einem gemauerten Granitsockel. Die Skulptur scheint aus einem Gusssteinblock gemeißelt zu sein und zeigt den Freiheitskämpfer mit einem breitkrempigen Hut unterm Arm. Zur Person des Hans Panzl: Hans Panzl wurde 1786 im Verwalterwirtshaus zu Mühlbach geboren. Er war ein aufgeweckter Bursche, aber schon früh zum Raufen aufgelegt. 1805, beim Einmarsch der Franzosen, zog Hans Panzl mit den Tiroler Schützen zum Pass Strub. Hier soll er sich durch seine Kaltblütigkeit besonders ausgezeichnet haben. Im Frühjahr 1809, nach dem neuerlichen Kriegsausbruch, wurde er zum Hauptmann einer Schützenkompanie gewählt und sein Oberkommandant Anton Wallner betraute ihn mit den schwierigsten, militärischen Aufgaben. Bekannt ist der Kampf an der Taxenbacher Halbstundenbrücke, die Panzl mit Wallner und 400 Schützen 7 Stunden lang gegen 7000 Bayern verteidigte.                        | BDA-Hist.: Q38054717 Status: § 2a Stand der BDA-Liste: 2025-06-30 Name: Hans Panzl-Denkmal GstNr.: 512/2 Panzl-Denkmal                                                  |
| ja   | Datei hochladen | Verweserhaus HERIS-ID: 63033 Objekt-ID: 75640                                       | Mühlbach 1 Standort KG: Mühlbach            | Das im Kern mittelalterliche Haus war ursprünglich ein Bauernhaus und wurde mitsamt dem 'Hausfeld' vom Augsburger Gewerken Mannlich 1570 angekauft. 1638 kam es mit den übrigen Berg- und Betriebsgebäuden in den Besitz des Fürsterzbischofs von Salzburg und beherbergte die Bergbauverwaltung für den Bereich Zell am See (Limberg) bis Krimml. Mit der Eingliederung des Erzbistums Salzburg in die österreichisch-ungarische Monarchie wurde das Haus Sitz des k.k. Berg- und Hüttenamtes bis zur Schließung des Bergbaubetriebes 1864. Anschließend war das Haus Sitz der k.k. Forstverwaltung bzw. nach dem Ende der Monarchie Sitz der österreichischen Bundesforste. Seit dem Jahr 2000 ist das ehemalige Verweserhaus Büro und Informationszentrum der Bergbauforschung Bramberg. | BDA-Hist.: Q38101959 Status: § 2a Stand der BDA-Liste: 2025-06-30 Name: Verweserhaus GstNr.: .87, .84 Verweserhaus                                                      |
| ja   | Datei hochladen | Verwalterwirt, Verwalterhaus HERIS-ID: 36493 Objekt-ID: 35454                       | Mühlbach 2 Standort KG: Mühlbach            | Der zweigeschoßige Bau mit steilem schindelgedecktem Krüppelwalmdach ist im Kern mittelalterlich. | BDA-Hist.: Q37970181 Status: § 57-Mandatsbescheid Stand der BDA-Liste: 2025-06-30 Name: Verwalterwirt, Verwalterhaus GstNr.: .83 Verwalterhaus                          |